# Movimiento de Izquierda Revolucionaria (Perú)
|  | Per a altres significats, vegeu «Movimiento de Izquierda Revolucionaria». |

Movimiento de Izquierda Revolucionaria (MIR) fou un grup guerriller peruà dels anys 1960 d'orientació marxista i inspirada en la Revolució Cubana, que el seu màxim cap i fundador va ser Luis de la Puente Uceda.

## Orígens
Durant les dècades dels 50 i 60 l'APRA canvia la seva tendència esquerrana i molts dels seus militants abandonen les seves files. Una facció dirigida per Luis de la Puente Uceda se separà de l'APRA fundant el “APRA Rebel” a la fi dels 50. En 1962 aquesta agrupació passaria a cridar-se Movimiento de Izquierda Revolucionaria (MIR).
El MIR va ser un moviment de la denominada «nova esquerra» igual que el grup Vanguardia Revolucionaria, que es van caracteritzar per la seva crítica tant a l'APRA com al Partit Comunista del Perú i per mantenir-se allunyat dels dos «fars de la revolució»: Xina i la Unió Soviètica.
S'inspirava en la lluita de la guerrilla revolucionària influenciada per la Revolució Cubana i els [Moviments d'Alliberament Nacional] existents en aquest temps a diversos països d'Amèrica Llatina, Àfrica i Àsia.

## Successos previs a la lluita guerrillera
En 1963 Fernando Belaúnde Terry guanya les eleccions presidencials, el seu govern buscava realitzar una sèrie de reformes burgeses per solucionar els problemes primaris del Perú, però aquestes no van ser suficients o no van fer efecte. La situació de la pagesia era cada vegada més irrisòria i la coalició APRA-UNO va detenir qualsevol intent de fer alguna reforma en el camp, és en aquest època que els moviments camperols i d'esquerra es fan més forts tant en el camp com a la ciutat.
És en aquest mateix any que fa la seva aparició l'Ejército de Liberación Nacional (ELN), un grup guerriller que és ràpidament neutralitzat per les forces armades, i que fou la primera experiència guerrillera en el Perú.
L'any 1964 el fracàs dels intents de reforma del govern i les successives invasions de terres, algunes amb enfrontaments violents entre camperols i hisendats van portar a una situació incontenible que desencadenaria a l'any següent l'inici de la guerra de guerrilles pel MIR.

## L'inici de les accions guerrilleres
En 1965 el MIR inicia les seves accions guerrilleres. Luis Felipe de la Puente Uceda va rebre entrenament guerriller a Cuba i després de tornar va idear l'estructura del moviment i els passos a seguir per iniciar un procés revolucionari.
De la Puente planejava crear focus guerrillers amb uns pocs guerrillers al principi i que atraurien a la pagesia, per a això va dividir la seva acció guerrillera en tres zones d'influència:
- Manco Cápac al Nord dirigit per Gonzalo Fernández Gasco.
- Pachacútec al Sud liderat per Rubén Tupayachi Solórzano.
- Túpac Amaru al Centre guiat per Guillermo Lobatón.

Però la pagesia no es va interessar en el projecte guerriller, les forces polítiques i militars prevenint aquesta situació van realitzar reformes agràries solament a les zones més conflictives del país (com la Convenció al Cuzco) pel que la pagesia en general va creure que caldria accions d'aquest tipus. A això cal sumar-li les discrepàncies entre els principals dirigents dels moviments revolucionaris com l'ELN, el Frente de Izquierda Revolucionaria (FIR) liderada per Hugo Blanco i el MIR van impossibilitar una acció conjunta.
Els guerrillers que es trobaven en pèssimes condicions enmig de la selva peruana van haver d'enfrontar-se a les forces armades en nombroses oportunitats, un dels últims enfrontaments va tenir lloc a la fi de 1965 a Yahuarina on els guerrillers s'enfronten a membres de la policia però amb això revelen la seva posició i després seran aniquilats per l'exèrcit morint en l'acte Luis Felipe de la Puente Uceda.

## El MIR després de 1965
El fracàs aclapador, en el plànol militar, de la guerrilla del MIR, va tenir un efecte que, a la llum de la Història ha de ser considerada com una victòria crucial: la seva lluita i derrota va provocar una reflexió en sectors joves de l'Exèrcit, que, reconeixent la veritat de la causes, preveia els efectes d'aquestes a futur. Millor armada i organitzada, una futura rebel·lió procedent del camp seria imbatible. Calia, doncs, atacar les causes.
Va ser aquesta la raó motriu del cop militar del 3 d'octubre de 1968, que va deposar el govern de Fernando Belaúnde Terry i va assumir un programa de tall anti-imperialista i antioligárquico. Després d'expulsar el 9 d'octubre de 1968 a la International Petroleum Company, propietària del petroli del país, la Junta Militar encapçalada per Juan Velasco Alvarado, que es va proclamar "nacionalista", però també "socialista", al juny de 1969 va promulgar una radical Reforma Agrària que va portar per terra, defitivamente, al sistema feudal en el camp heretat de la colònia.
Aquestes mesures del Govern Revolucionari de les Forces Armades van ser en realitat dues victòries morals, però polítiques, del MIR, entre d'altres, menys urgents, entre els objectius inciales del seu programa revolucionari.
Quant a la història dels romanents del partit, delmat i desarticulat després de la derrota, el mínim que es pot dir és que va ser una successió de conflictes i divisions. En 1967 es produeix la separació del MIR en diverses agrupacions entre les quals es troben: MIR El Militant (MIR-EM), MIR Veu Rebel (MIR-VR) i MIR IV Etapa (MIR-IV). Totes reconeixent pensament del seu fundador Luis de la Puente Uceda.
Durant el Govern Revolucionari de les Forces Armades els diferents MIR van seguir fomentant la idea de la lluita revolucionària, però, durant les eleccions per a l'assemblea constituent de 1979 el MIR-VR i el MIR IV hi participen en una coalició de partits d'esquerra anomenada Unidad Democrática Popular (UDP), amb el que passen a formar part de la «esquerra legal» i després, amb la UDP, passen a formar part de la Izquierda Unida (IU), amb la qual participen en diverses eleccions durant la dècada dels 80.
No obstant això, la fracció MIR-EM va continuar amb el seu discurs de la lluita armada i després, en 1982, fundaria juntament amb el Partit Socialista Revolucionari - Marxista Leninista (PSR-ML) el Moviment Revolucionari Túpac Amaru (MRTA). La participació d'aquest grup en l'etapa de terrorisme dels anys 80 i 90, en paral·lel a la insurrecció deslligada pel grup maoista Sendero Luminoso, ha de ser encara avaluada i qualificada.